# Aymon I van Genève
Aymon I van Genève (circa 1070 - 1128) was van 1080 tot aan zijn dood graaf van Genève.

## Levensloop
Aymon I was de zoon van graaf Gerold van Genève en diens echtgenote Thietberga, dochter van hertog van Zwaben Rudolf van Rheinfelden en weduwe van heer Lodewijk I van Faucigny. Rond 1080 volgde hij zijn vader op als graaf van Genève. 
Toen zijn halfbroer Gwijde van Faucigny bisschop van Genève was, maakte Aymon daarvan gebruik om zijn macht in het bisdom te vergroten. Zo liet hij onder meer in de stad Genève een kasteel bouwen. De opvolger van Gwijde als bisschop van Genève, Humbert de Grammont, verzette zich in het kader van de Gregoriaanse hervorming hevig tegen de grote invloed van de graaf van Genève over het bisdom en hij eiste de goederen terug die Aymon van de Kerk had overgenomen. Toen Aymon weigerde, werd hij door de bisschop geëxcommuniceerd en zijn graafschap onder interdict geplaatst. Uiteindelijk werd het conflict in 1124 opgelost door het verdrag van Seyssel. Hierbij moest Aymon de bisschoppelijke macht over Genève erkennen en zijn aanspraken op de stad Genève afstaan aan de bisschop, maar hij behield wel de controle over het kasteel van Genève.

## Huwelijk en nakomelingen
Tussen 1090 en 1095 huwde Aymon met ene Ida. Haar afkomst is niet bekend. Volgens sommige bronnen was ze een dochter van heer Lodewijk I van Faucigny en Thietberga van Rheinfelden, maar in dat geval zou Ida de halfzus geweest zijn van Aymon, wat een huwelijk onwaarschijnlijk maakt. Dit doet andere bronnen vermoeden dat Ida tot het huis Glâne behoorde, wat echter onzeker is. Ze kregen volgende kinderen:
- Gerold (circa 1090/1095 - 1154)
- Laura (1096-1140), huwde met heer Willem Hugo II van Montélimar
- Amadeus I (1098-1178), graaf van Genève